# Campionato del mondo rally 2000

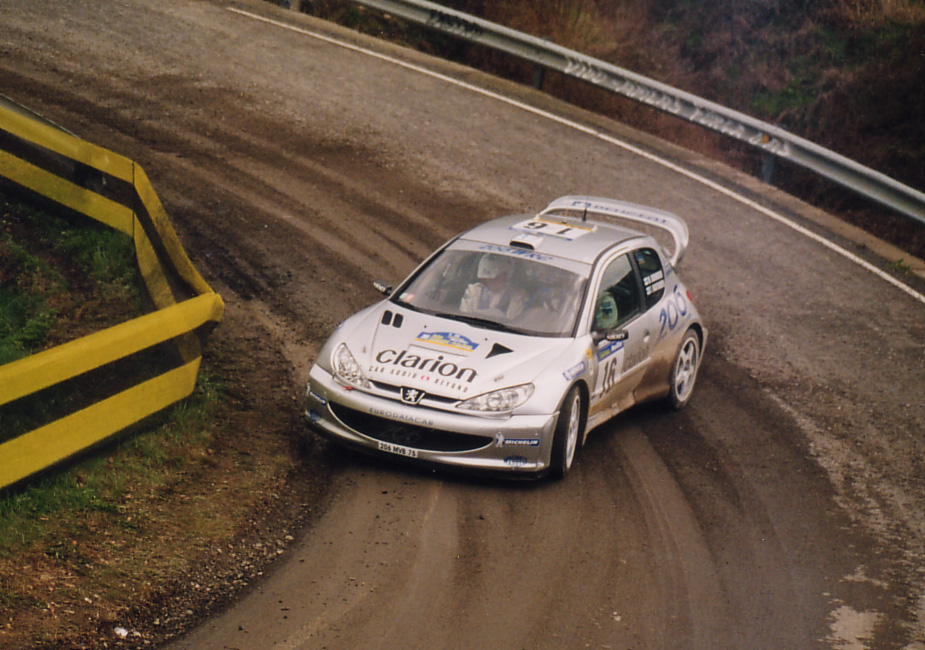
Marcus Grönholm, vincitore del titolo piloti 2000 e la Peugeot 206 WRC, con la quale la casa francese conquistò il mondiale marche

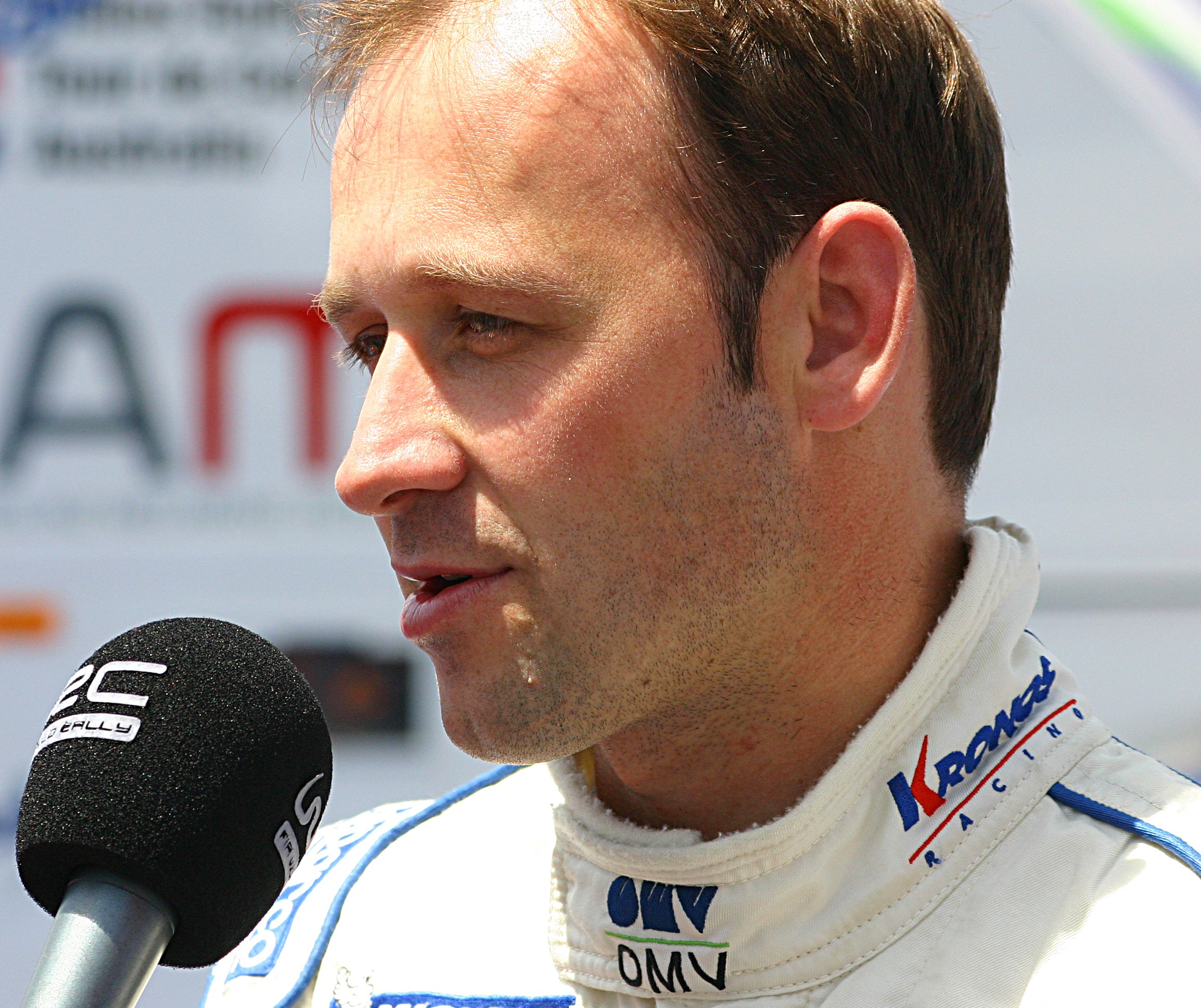
Manfred Stohl, vincitore del campionato PWRC nel 2000

Il campionato del mondo rally 2000 è stata la 28ª edizione del campionato del mondo rally e si è svolto dal 20 gennaio al 26 novembre 2000.
La serie iridata era nuovamente supportata dal campionato PWRC, dedicato alle vetture derivate dalla serie, e dalla Coppa FIA squadre, mentre venne abolita la Coppa FIA 2 litri, presente sino alla stagione 1999.
Il campionato piloti vide trionfare il finlandese Marcus Grönholm che precedette nel podio finale l'inglese Richard Burns e lo spagnolo Carlos Sainz. Il titolo costruttori venne vinto dalla scuderia francese Peugeot Esso, al suo terzo alloro iridato dopo quelli ottenuti nel 1985 e nel 1986 con la 205 Turbo 16.
Il campionato per vetture produzione, dedicato alle auto di Gruppo N, venne vinto dall'austriaco Manfred Stohl che con la Mitsubishi Lancer Evo VI fece finire il regno di Gustavo Trelles, noto come il Mäkinen del Gruppo N, che dominò la categoria nei quattro anni precedenti.

## Calendario

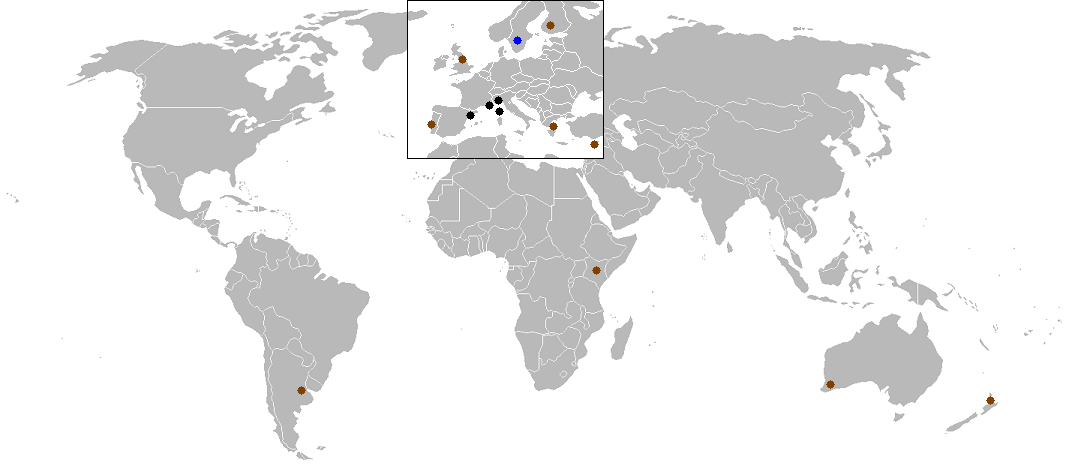
Mappa che illustra le sedi di gara del mondiale 2000

Il campionato, con i suoi quattordici appuntamenti, toccò Africa, Europa, Sud America e Oceania.
| Tappa | Data                    | Rally                                          | Sede                                   | Superficie    |
| ----- | ----------------------- | ---------------------------------------------- | -------------------------------------- | ------------- |
| 1     | 20-22 gennaio           | 68ème Rallye Automobile Monte-Carlo            | Monte Carlo, Principato di Monaco      | Asfalto/Neve  |
| 2     | 11-13 febbraio          | 49th International Swedish Rally               | Karlstad, Värmland                     | Neve/ghiaccio |
| 3     | 25-27 febbraio          | 48th Sameer Safari Rally Kenya                 | Nairobi, Contea di Nairobi             | Sterrato      |
| 4     | 16-19 marzo             | 34º TAP Rallye de Portugal                     | Matosinhos, Região Norte               | Sterrato      |
| 5     | 31 marzo-2 aprile       | 36º Rallye Catalunya - Costa Brava             | Lloret de Mar, Catalogna               | Asfalto       |
| 6     | 11-14 maggio            | 20º Rally Argentina                            | Villa Carlos Paz, Provincia di Córdoba | Sterrato      |
| 7     | 9-11 giugno             | 47th Acropolis Rally                           | Itea, Grecia Centrale                  | Sterrato      |
| 8     | 14-16 luglio            | 31th Propecia Rally of New Zealand             | Manukau, Auckland                      | Sterrato      |
| 9     | 18-20 agosto            | 50th Neste Rally Finland                       | Jyväskylä, Finlandia centrale          | Sterrato      |
| 10    | 8-10 settembre          | 28th Cyprus Rally                              | Limassol, Distretto di Limassol        | Sterrato      |
| 11    | 29 settembre-1º ottobre | 44ème V-Rally Tour de Corse - Rallye de France | Ajaccio, Corsica                       | Asfalto       |
| 12    | 20-22 ottobre           | 42º Rallye Sanremo - Rallye d'Italia           | Sanremo, Liguria                       | Asfalto       |
| 13    | 9-12 novembre           | 13th Telstra Rally Australia                   | Perth, Australia Occidentale           | Sterrato      |
| 14    | 23-26 novembre          | 56th Network Q Rally of Great Britain          | Cardiff, Galles                        | Sterrato      |

### Cambiamenti nel calendario
La FIA decise di togliere dal calendario 2000 il Rally di Cina, che venne sostituito dal Rally di Cipro. Venne inoltre spostato il Tour de Corse in autunno.

## Le premesse
I team della stagione 2000 erano sette, con l'addio della Toyota dal campionato mondiale per dedicarsi alla Formula 1. Mitsubishi schierò le Lancer Evolution VI a Tommi Mäkinen e Freddy Loix; Subaru disputò le prime tre gare con l'evoluzione 1999 della Impreza WRC con Richard Burns e Juha Kankkunen alla guida, dopodiché portò in gara la versione aggiornata WRC2000. Ford schierò la Focus WRC totalmente rinnovata nell'evoluzione 2000 con Colin McRae e Carlos Sainz (al ritorno dopo due anni in Toyota) e la SEAT scese in campo per la stagione 2000 con Didier Auriol e Toni Gardemeister al volante della Córdoba WRC Evo2 sino al Rally di Finlandia, quando la casa spagnola introdusse la versione Evo3. Peugeot disputò il suo primo mondiale completo con la 206 WRC (dal Rally di Catalogna in gara con la versione 2000), affidando le vetture a François Delecour, Gilles Panizzi e Marcus Grönholm, questi ultimi due alternatisi alla seconda guida; Skoda disputò ancora una stagione spezzettata in vista del 2001 con Armin Schwarz e Luis Climent sulla Octavia WRC (dal Rally di Cipro con la versione Evo2); infine la Hyundai entrò ufficialmente nel mondiale schierando la nuova Accent WRC a partire dal Rally di Svezia con Kenneth Eriksson e Alister McRae.

## Squadre e piloti
| Iscritti team costruttori WRC | Iscritti team costruttori WRC | Iscritti team costruttori WRC | Iscritti team costruttori WRC | Iscritti team costruttori WRC | Iscritti team costruttori WRC | Iscritti team costruttori WRC | Iscritti team costruttori WRC |
| Costruttori                   | Squadre                       | Auto                          | Pneumatici                    | N°                            | Piloti                        | Copiloti                      | Gare                          |
| ----------------------------- | ----------------------------- | ----------------------------- | ----------------------------- | ----------------------------- | ----------------------------- | ----------------------------- | ----------------------------- |
| Mitsubishi                    | Marlboro Mitsubishi Ralliart  | Lancer/Carisma GT Evo VI      | M                             | 1                             | Tommi Mäkinen                 | Risto Mannisenmäki            | Tutte                         |
| Mitsubishi                    | Marlboro Mitsubishi Ralliart  | Lancer/Carisma GT Evo VI      | M                             | 2                             | Freddy Loix                   | Sven Smeets                   | Tutte                         |
| Subaru                        | Subaru World Rally Team       | Impreza WRC99                 | P                             | 3                             | Richard Burns                 | Robert Reid                   | 1–3                           |
| Subaru                        | Subaru World Rally Team       | Impreza WRC99                 | P                             | 4                             | Juha Kankkunen                | Juha Repo                     | 1–3                           |
| Subaru                        | Subaru World Rally Team       | Impreza WRC2000               | P                             | 3                             | Richard Burns                 | Robert Reid                   | 4–14                          |
| Subaru                        | Subaru World Rally Team       | Impreza WRC2000               | P                             | 4                             | Juha Kankkunen                | Juha Repo                     | 4–10, 13–14                   |
| Subaru                        | Subaru World Rally Team       | Impreza WRC2000               | P                             | 4                             | Simon Jean-Joseph             | Jack Boyere                   | 11–12                         |
| Subaru                        | Subaru World Rally Team       | Impreza WRC2000               | P                             | 16                            | Petter Solberg                | Phil Mills                    | 14                            |
| Subaru                        | Subaru World Rally Team       | Impreza WRC2000               | P                             | 17                            | Petter Solberg                | Phil Mills                    | 13                            |
| Subaru                        | Subaru World Rally Team       | Impreza WRC2000               | P                             | 18                            | Markko Märtin                 | Michael Park                  | 13                            |
| Ford                          | Ford Motor Co Ltd             | Focus WRC 00                  | M                             | 5                             | Colin McRae                   | Nicky Grist                   | Tutte                         |
| Ford                          | Ford Motor Co Ltd             | Focus WRC 00                  | M                             | 6                             | Carlos Sainz                  | Luis Moya                     | Tutte                         |
| Ford                          | Ford Motor Co Ltd             | Focus WRC 00                  | M                             | 16                            | Petter Solberg                | Phil Mills                    | 3, 6–10                       |
| Ford                          | Ford Motor Co Ltd             | Focus WRC 00                  | M                             | 17                            | Piero Liatti                  | Carlo Cassina                 | 11                            |
| Ford                          | Ford Motor Co Ltd             | Focus WRC 00                  | M                             | 18                            | Piero Liatti                  | Carlo Cassina                 | 12                            |
| Ford                          | Ford Motor Co Ltd             | Focus WRC 00                  | M                             | 18                            | Tapio Laukkanen               | Kaj Lindström                 | 14                            |
| Ford                          | Ford Motor Co Ltd             | Focus WRC 00                  | M                             | 19                            | Petter Solberg                | Phil Mills                    | 4                             |
| Ford                          | Ford Motor Co Ltd             | Focus WRC 00                  | M                             | 19                            | Tapio Laukkanen               | Kaj Lindström                 | 13                            |
| SEAT                          | SEAT Sport                    | Córdoba WRC Evo2              | P                             | 7                             | Didier Auriol                 | Denis Giraudet                | 1–8                           |
| SEAT                          | SEAT Sport                    | Córdoba WRC Evo2              | P                             | 8                             | Toni Gardemeister             | Paavo Lukander                | 1–8                           |
| SEAT                          | SEAT Sport                    | Córdoba WRC Evo2              | P                             | 16                            | Harri Rovanperä               | Risto Pietiläinen             | 3                             |
| SEAT                          | SEAT Sport                    | Córdoba WRC Evo3              | P                             | 7                             | Didier Auriol                 | Denis Giraudet                | 9–14                          |
| SEAT                          | SEAT Sport                    | Córdoba WRC Evo3              | P                             | 8                             | Toni Gardemeister             | Paavo Lukander                | 9–14                          |
| SEAT                          | SEAT Sport                    | Córdoba WRC Evo3              | P                             | 17                            | Harri Rovanperä               | Risto Pietiläinen             | 14                            |
| SEAT                          | SEAT Sport                    | Córdoba WRC Evo3              | P                             | 20                            | Gwyndaf Evans                 | Howard Davies                 | 14                            |
| Peugeot                       | Peugeot Esso                  | 206 WRC                       | M                             | 9                             | François Delecour             | Daniel Grataloup              | 1–2, 4                        |
| Peugeot                       | Peugeot Esso                  | 206 WRC                       | M                             | 9                             | Gilles Panizzi                | Hervé Panizzi                 | 3                             |
| Peugeot                       | Peugeot Esso                  | 206 WRC                       | M                             | 10                            | Gilles Panizzi                | Hervé Panizzi                 | 1                             |
| Peugeot                       | Peugeot Esso                  | 206 WRC                       | M                             | 10                            | Marcus Grönholm               | Timo Rautiainen               | 2–4                           |
| Peugeot                       | Peugeot Esso                  | 206 WRC                       | M                             | 17                            | Marcus Grönholm               | Timo Rautiainen               | 1                             |
| Peugeot                       | Peugeot Esso                  | 206 WRC (2000)                | M                             | 9                             | François Delecour             | Daniel Grataloup              | 5–8, 10–14                    |
| Peugeot                       | Peugeot Esso                  | 206 WRC (2000)                | M                             | 9                             | Sebastian Lindholm            | Jukka Aho                     | 9                             |
| Peugeot                       | Peugeot Esso                  | 206 WRC (2000)                | M                             | 10                            | Gilles Panizzi                | Hervé Panizzi                 | 5, 11–12                      |
| Peugeot                       | Peugeot Esso                  | 206 WRC (2000)                | M                             | 10                            | Marcus Grönholm               | Timo Rautiainen               | 6–10, 13–14                   |
| Peugeot                       | Peugeot Esso                  | 206 WRC (2000)                | M                             | 16                            | Marcus Grönholm               | Timo Rautiainen               | 5, 11–12                      |
| Peugeot                       | Peugeot Esso                  | 206 WRC (2000)                | M                             | 16                            | Gilles Panizzi                | Hervé Panizzi                 | 13                            |
| Peugeot                       | Peugeot Esso                  | 206 WRC (2000)                | M                             | 18                            | François Delecour             | Daniel Grataloup              | 9                             |
| Peugeot                       | Peugeot Esso                  | 206 WRC (2000)                | M                             | 19                            | Gilles Panizzi                | Hervé Panizzi                 | 14                            |
| Škoda                         | Škoda World Rally Team        | Octavia WRC                   | M                             | 11                            | Armin Schwarz                 | Manfred Hiemer                | 1, 3–5, 7                     |
| Škoda                         | Škoda World Rally Team        | Octavia WRC                   | M                             | 12                            | Luis Climent                  | Álex Romaní                   | 1, 3–5, 7                     |
| Škoda                         | Škoda World Rally Team        | Octavia WRC Evo2              | M                             | 11                            | Armin Schwarz                 | Manfred Hiemer                | 10, 12, 14                    |
| Škoda                         | Škoda World Rally Team        | Octavia WRC Evo2              | M                             | 12                            | Luis Climent                  | Álex Romaní                   | 10, 12, 14                    |
| Hyundai                       | Hyundai Castrol WRT           | Accent WRC                    | M                             | 14                            | Kenneth Eriksson              | Staffan Parmander             | 2, 4–9, 11–14                 |
| Hyundai                       | Hyundai Castrol WRT           | Accent WRC                    | M                             | 15                            | Alister McRae                 | David Senior                  | 2, 4–9, 11–14                 |
| Hyundai                       | Hyundai Castrol WRT           | Accent WRC                    | M                             | 23                            | Michael Guest                 | David Green                   | 13                            |

## Cambiamenti nel regolamento
Rispetto alla stagione 1999 nel 2000 furono apportate alcune modifiche nel regolamento sportivo e in quello tecnico.

### Regolamento sportivo
- Venne abolita la Coppa FIA 2 litri costruttori, in vigore sino all'annata precedente .
- Venne vietato l'utilizzo di auto da competizione durante le ricognizioni del Safari Rally, poterono infatti essere impiegate soltanto vetture stradali.

### Regolamento tecnico
- Venne aumentato il peso minimo per le vetture di classe A7 (auto di gruppo A con cilindrata sino a 2000cm³), da 960 a 1000 kg.

## La stagione

### Rally di Montecarlo (20-22 gennaio)
Il mondiale 2000 partì dal Rally di Montecarlo, e Tommi Mäkinen ebbe l'opportunità di portare a casa il secondo successo consecutivo nel principato, e lo fece conquistando la vittoria, sul podio la Ford Focus di Carlos Sainz e la Subaru Impreza di Juha Kankkunen, giunte nell'ordine; all'inizio della seconda tappa vi furono numerosi ritiri, tra questi le Peugeot e la Subaru di Richard Burns, bloccate all'assistenza.

### Rally di Svezia (11-13 febbraio)
La seconda prova fu il Rally di Svezia, dove la squadra Hyundai portò al debutto la Accent WRC con la prima guida al padrone di casa Kenneth Eriksson; nell'unico rally invernale del mondiale Marcus Gronholm resistette agli attacchi di Mäkinen e conquistò la sua prima vittoria nel mondiale e il ritorno al successo per la Peugeot che mancava dal Rally di Gran Bretagna del 1986; terzo posto per Colin McRae, finalmente all'arrivo dopo nove ritiri consecutivi e dopo 11 gare senza podi e quarta la Toyota Corolla WRC privata di Thomas Rådström.

### Safari Rally (25-27 febbraio)

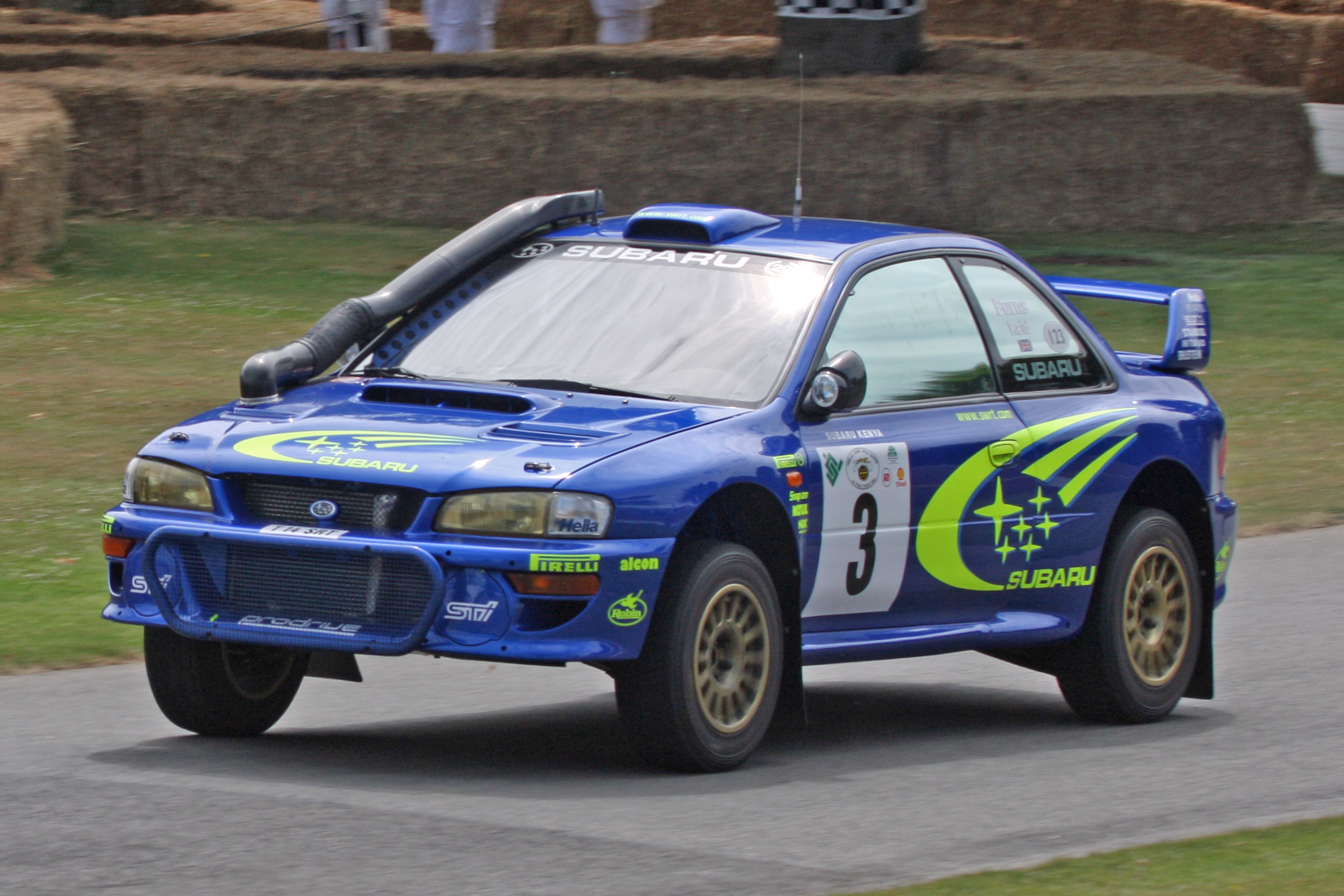
La Subaru Impreza WRC con la quale Richard Burns vinse il Safari Rally nel 2000

Dall'Europa ci spostò in Africa per il terzo appuntamento del mondiale in Kenya, l'atipico e durissimo Safari Rally. Già fuori Mäkinen per aver distrutto una sospensione, le Subaru dominarono e conquistarono una doppietta che la portarono in testa al campionato costruttori: Richard Burns non concedette nulla agli altri e conquistò la seconda vittoria in Kenya a due anni di distanza dal suo primo successo, Juha Kankkunen arrivò secondo davanti ad Auriol che regalò il terzo podio iridato alla SEAT, il primo in stagione.

### Rally del Portogallo (16-19 marzo)
Al ritorno in Europa per il quarto appuntamento del Mondiale, il Rally del Portogallo, Richard Burns non ebbe rivali e conquistò il successo proprio nella gara d'esordio nella nuova versione dell'Impreza, Marcus Gronholm lottò sino all'ultimo per vincere il rally ma non riuscì a sopravanzare il britannico, giungendo secondo davanti a Carlos Sainz (Ford) e a Harri Rovanperä, ex-SEAT, con una Toyota Corolla WRC privata.

### Rally di Catalogna (31 marzo-2 aprile)

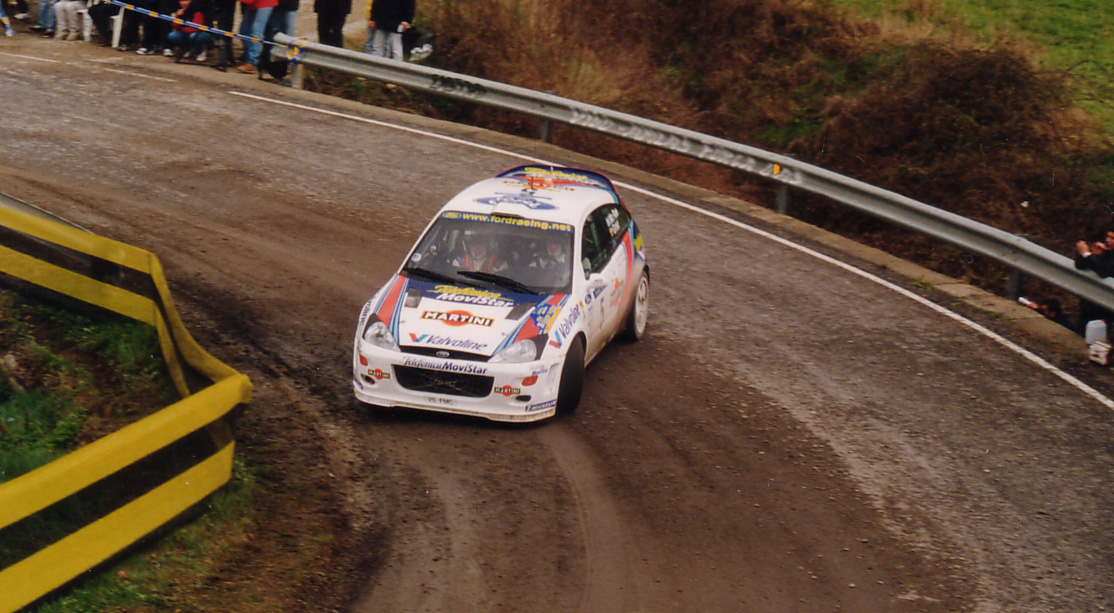
Colin McRae al Rally di Catalogna, dove si impose con la Ford Focus WRC

Sempre nella penisola iberica si svolse il primo appuntamento interamente su asfalto della stagione, il Rally di Catalogna, dove Colin McRae si impose per la seconda volta dopo quella del 1996 con la Subaru; la casa giapponese salì sul podio grazie al secondo posto di Burns, che allungò in classifica piloti; terza piazza per Carlos Sainz, con un'altra Focus e la lotta per il quarto posto (che valse anche il momentaneo secondo gradino nella classifica piloti) tra Tommi Makinen e Marcus Gronholm terminò a favore del primo.

### Rally d'Argentina (11-14 maggio)
Ci si spostò oltre l'Oceano Atlantico per il sesto appuntamento in terra sudamericana con il Rally d'Argentina, dove Richard Burns conquistò la terza vittoria nelle ultime quattro gare che lo portò a 14 punti di vantaggio su Marcus Gronholm, secondo, che scavalcò in classifica piloti Tommi Mäkinen , terzo con la Mitsubishi.

### Rally di Grecia (9-11 giugno)

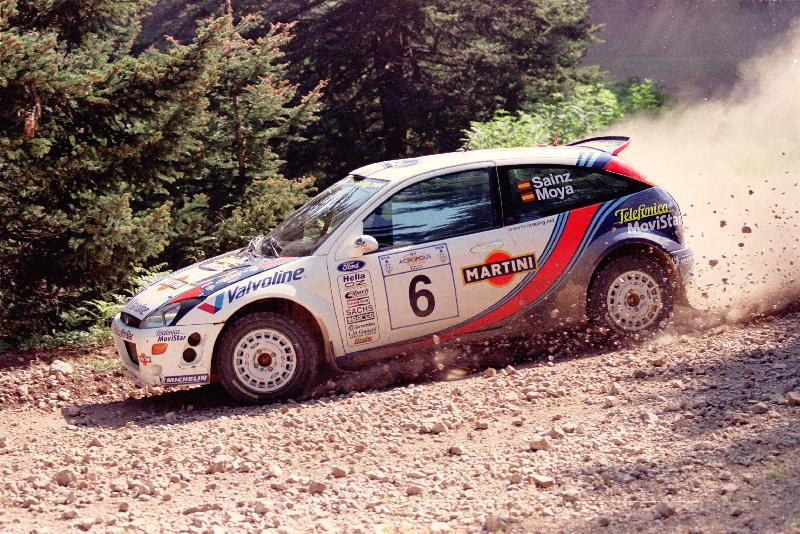
Carlos Sainz, secondo classificato al rally dell'Acropoli

Prima della pausa estiva si svolse il Rally dell'Acropoli dove Colin McRae vinse in volata nei confronti del compagno di squadra Carlos Sainz, che gettò al vento una buona possibilità di successo a causa di un rallentamento nell'ultimo tratto cronometrato; terzo gradino del podio per Juha Kankkunen su Subaru Impreza.

### Rally della Nuova Zelanda (14-16 luglio)
L'ottavo rally del campionato si disputò invece dall'altra parte del globo: il Rally di Nuova Zelanda, che Marcus Gronholm guidò dall'inizio e senza strafare conquistò il successo; le Subaru di Burns e Kankkunen si ritirarono nella stessa speciale della terza giornata e il podio si completò con le Focus di Colin McRae e Carlos Sainz, mentre giunse quarto Petter Solberg.

### Rally di Finlandia (18-20 agosto)
Con la vittoria in Nuova Zelanda Marcus Gronholm tornò in partita per il campionato e al nono appuntamento stagionale, il Rally di Finlandia, dove Mitsubishi esordì con la Lancer Evo VI nella versione Tommi Makinen Edition e in casa SEAT debuttò la Cordoba Evo3, Gronholm dominò e vinse approfittando del secondo zero di Burns in classifica, portandosi in testa al mondiale; secondo posto per McRae su Ford Focus e terzo Harri Rovanperä con una Toyota Corolla privata, quarto Mäkinen, ormai quasi fuori per la lotta per il titolo.

### Rally di Cipro (8-10 settembre)
Il decimo appuntamento del campionato del mondo fece tappa per la prima volta nell'isola mediterranea per il Rally di Cipro, dove vinse Carlos Sainz, che tornò al successo dopo oltre due anni, secondo posto per Colin McRae che regalò la doppietta alla Ford, terza la Peugeot di François Delecour, a salvare il risultato dopo il ritiro di Gronholm, Burns quarto con la Subaru e così il mondiale, a quattro gare dalla fine, tornò apertissimo.

### Tour de Corse (29 settembre-1º ottobre)

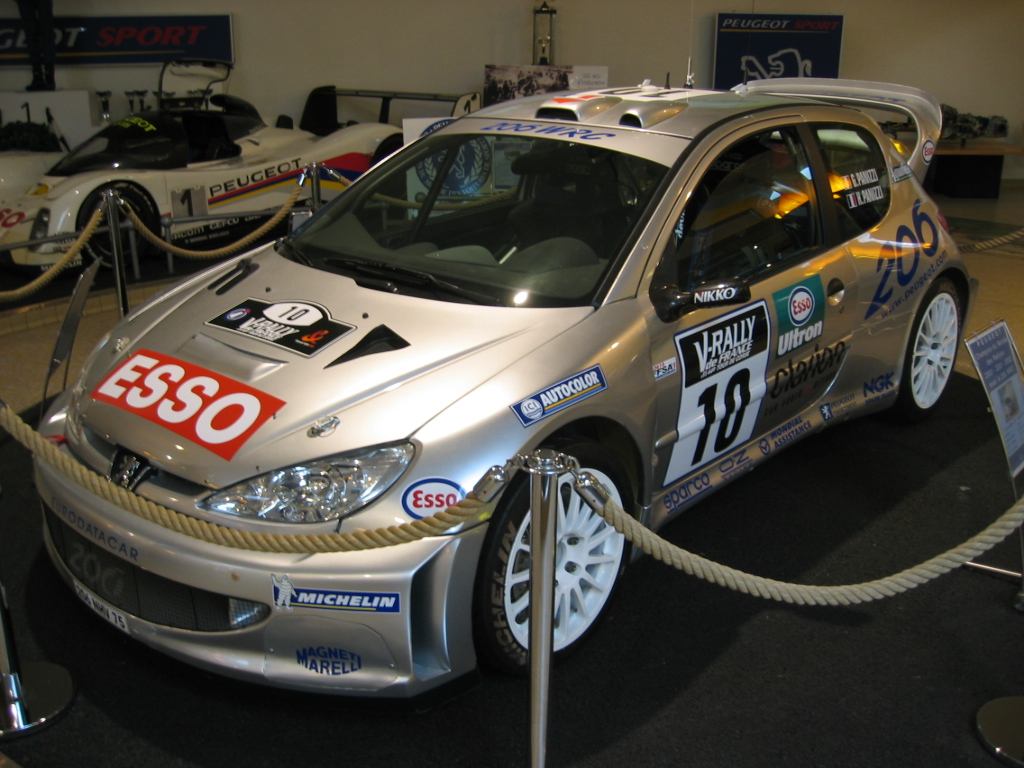
La Peugeot 206 WRC con la quale Gilles Panizzi vinse il Tour de Corse nel 2000

Il campionato fece tappa in terra di Napoleone per il Rally di Corsica, penultima gara su asfalto della stagione, dove ci fu la doppietta per le Peugeot che con Gilles Panizzi conquistò la prima vittoria iridata e il secondo posto con François Delecour, terza la Ford di Sainz, davanti a Richard Burns mentre Colin McRae incappò in un terribile incidente con la sua Ford Focus, che si schiantò nel corso della seconda tappa facendo volare l'auto nel terrapieno oltre la carreggiata, entrambi i componenti dell'equipaggio uscirono illesi. Da sottolineare la grandissima prestazione di un giovane Sébastien Loeb, nono assoluto al debutto con una WRC, per la precisione con una Toyota Corolla.

### Rally di Sanremo (20-22 ottobre)
Sempre su asfalto il Rally di Sanremo, terzultimo appuntamento del calendario, non cambiò il copione e le Peugeot conquistarono un'altra doppietta e la testa del mondiale: primo Panizzi e secondo Delecour, con Tommi Mäkinen che ottenne il primo podio dall'Argentina con una Mitsubishie scongiurò l'eventuale tripletta in casa Peugeot con Marcus Gronholm, quarto e quasi vicino al suo primo podio in un rally su asfalto.

### Rally d'Australia (9-12 novembre)
Il penultimo appuntamento del mondiale fu il Rally d'Australia, dove vinse la Mitsubishi di Tommi Mäkinen che avrebbe avuto l'opportunità di salire al terzo posto nel mondiale, ma il pilota finlandese venne squalificato per un'irregolarità al turbo e pertanto gli venne tolta la vittoria, i 10 punti conquistati e potenzialmente anche le possibilità residue di conquistare il suo quinto titolo iridato. Marcus Gronholm ereditò quindi la vittoria con la 206 WRC e al finlandese sarebbe bastato un punto per laurearsi campione del mondo; secondo Richard Burns su Subaru Impreza, terza l'altra Peugeot di François Delecour che regalò alla casa francese il titolo costruttori, mentre la quarta piazza andò alla Hyundai Accent WRC di Kenneth Eriksson.

### Rally di Gran Bretagna (23-26 novembre)
Si arrivò all'ultima prova del mondiale, il Rally di Gran Bretagna, che avrebbe quindi deciso il titolo mondiale piloti tra Richard Burns e Marcus Gronholm. Il finlandese battagliò con Colin McRae, in testa a lungo ma costretto al ritiro nel corso della seconda tappa per via di un incidente, mentre Richard Burns, autore di una notevole rimonta che lo portò dal 21º posto della prima giornata alla vittoria finale; tuttavia al britannico non bastò vincere in quanto Gronholm terminò al secondo posto e conquistò il titolo di campione del mondo ponendo fine al dominio di Tommi Mäkinen, vincitore degli ultimi quattro allori consecutivi e giunto terzo nel rally, davanti a Carlos Sainz il quale conquistò il terzo posto nel campionato piloti; Mäkinen chiuse soltanto quinto.
Il campionato per vetture produzione, dedicato alle auto di Gruppo N, venne vinto dall'austriaco Manfred Stohl che con la Mitsubishi fece finire il regno di Gustavo Trelles, noto come il Makinen del Gruppo N, che dominò anch'egli la categoria nei quattro anni precedenti.

## Risultati e statistiche
| Gara | Nome rally                                                                           | Podio | Podio | Podio                              | Podio                                                   | Podio     | Statistiche | Statistiche           | Statistiche | Statistiche |
| Gara | Nome rally                                                                           | Pos.  | N°    | Equipaggio                         | Squadra                                                 | Tempo     | Speciali    | Lunghezza             | Partiti     | Arrivati    |
| ---- | ------------------------------------------------------------------------------------ | ----- | ----- | ---------------------------------- | ------------------------------------------------------- | --------- | ----------- | --------------------- | ----------- | ----------- |
| 1    | 68ème Rallye Automobile Monte-Carlo (20-22 gennaio) — Resoconto                      | 1     | 1     | Tommi Mäkinen Risto Mannisenmäki   | Marlboro Mitsubishi Ralliart (Mitsubishi Lancer Evo VI) | 4h23'35"8 | (15) 14     | (412,81 km) 381,41 km | 91          | 59          |
| 1    | 68ème Rallye Automobile Monte-Carlo (20-22 gennaio) — Resoconto                      | 2     | 6     | Carlos Sainz Luis Moya             | Ford Martini (Ford Focus WRC 00)                        | +1'24"9   | (15) 14     | (412,81 km) 381,41 km | 91          | 59          |
| 1    | 68ème Rallye Automobile Monte-Carlo (20-22 gennaio) — Resoconto                      | 3     | 4     | Juha Kankkunen Juha Repo           | Subaru World Rally Team (Subaru Impreza WRC99)          | +3'21"4   | (15) 14     | (412,81 km) 381,41 km | 91          | 59          |
|      |                                                                                      |       |       |                                    |                                                         |           |             |                       |             |             |
| 2    | 49th International Swedish Rally (11-13 febbraio) — Resoconto                        | 1     | 10    | Marcus Grönholm Timo Rautiainen    | Peugeot Esso (Peugeot 206 WRC)                          | 3h20'33"3 | (20) 19     | (378,41 km) 376,41 km | 78          | 54          |
| 2    | 49th International Swedish Rally (11-13 febbraio) — Resoconto                        | 2     | 1     | Tommi Mäkinen Risto Mannisenmäki   | Marlboro Mitsubishi Ralliart (Mitsubishi Lancer Evo VI) | +6"8      | (20) 19     | (378,41 km) 376,41 km | 78          | 54          |
| 2    | 49th International Swedish Rally (11-13 febbraio) — Resoconto                        | 3     | 5     | Colin McRae Nicky Grist            | Ford Martini (Ford Focus WRC 00)                        | +13"7     | (20) 19     | (378,41 km) 376,41 km | 78          | 54          |
|      |                                                                                      |       |       |                                    |                                                         |           |             |                       |             |             |
| 3    | 48th Sameer Safari Rally Kenya (25-27 febbraio) — Resoconto                          | 1     | 3     | Richard Burns Robert Reid          | Subaru World Rally Team (Subaru Impreza WRC99)          | 8h33'13"0 | 12          | 1047,26 km            | 51          | 17          |
| 3    | 48th Sameer Safari Rally Kenya (25-27 febbraio) — Resoconto                          | 2     | 4     | Juha Kankkunen Juha Repo           | Subaru World Rally Team (Subaru Impreza WRC99)          | +4'37"0   | 12          | 1047,26 km            | 51          | 17          |
| 3    | 48th Sameer Safari Rally Kenya (25-27 febbraio) — Resoconto                          | 3     | 7     | Didier Auriol Denis Giraudet       | SEAT Sport (SEAT Córdoba WRC Evo2)                      | +22'44"0  | 12          | 1047,26 km            | 51          | 17          |
|      |                                                                                      |       |       |                                    |                                                         |           |             |                       |             |             |
| 4    | 34º TAP Rallye de Portugal (16-19 marzo) — Resoconto                                 | 1     | 3     | Richard Burns Robert Reid          | Subaru World Rally Team (Subaru Impreza WRC2000)        | 4h34'00"0 | 23          | 398,35 km             | 114         | 48          |
| 4    | 34º TAP Rallye de Portugal (16-19 marzo) — Resoconto                                 | 2     | 10    | Marcus Grönholm Timo Rautiainen    | Peugeot Esso (Peugeot 206 WRC)                          | +6"5      | 23          | 398,35 km             | 114         | 48          |
| 4    | 34º TAP Rallye de Portugal (16-19 marzo) — Resoconto                                 | 3     | 6     | Carlos Sainz Luis Moya             | Ford Martini (Ford Focus WRC 00)                        | +2'09"2   | 23          | 398,35 km             | 114         | 48          |
|      |                                                                                      |       |       |                                    |                                                         |           |             |                       |             |             |
| 5    | 36º Rallye Catalunya-Costa Brava (31 marzo-2 aprile) — Resoconto                     | 1     | 5     | Colin McRae Nicky Grist            | Ford Martini (Ford Focus WRC 00)                        | 4h07'13"0 | 15          | 383,09 km             | 91          | 55          |
| 5    | 36º Rallye Catalunya-Costa Brava (31 marzo-2 aprile) — Resoconto                     | 2     | 3     | Richard Burns Robert Reid          | Subaru World Rally Team (Subaru Impreza WRC2000)        | +5"9      | 15          | 383,09 km             | 91          | 55          |
| 5    | 36º Rallye Catalunya-Costa Brava (31 marzo-2 aprile) — Resoconto                     | 3     | 6     | Carlos Sainz Luis Moya             | Ford Martini (Ford Focus WRC 00)                        | +11"7     | 15          | 383,09 km             | 91          | 55          |
|      |                                                                                      |       |       |                                    |                                                         |           |             |                       |             |             |
| 6    | 20º Rally Argentina (11-14 maggio) — Resoconto                                       | 1     | 3     | Richard Burns Robert Reid          | Subaru World Rally Team (Subaru Impreza WRC2000)        | 4h10'20"7 | (22) 21     | (385,49 km) 369,49 km | 76          | 35          |
| 6    | 20º Rally Argentina (11-14 maggio) — Resoconto                                       | 2     | 10    | Marcus Grönholm Timo Rautiainen    | Peugeot Esso (Peugeot 206 WRC)                          | +1'07"4   | (22) 21     | (385,49 km) 369,49 km | 76          | 35          |
| 6    | 20º Rally Argentina (11-14 maggio) — Resoconto                                       | 3     | 1     | Tommi Mäkinen Risto Mannisenmäki   | Marlboro Mitsubishi Ralliart (Mitsubishi Lancer Evo VI) | +1'31"6   | (22) 21     | (385,49 km) 369,49 km | 76          | 35          |
|      |                                                                                      |       |       |                                    |                                                         |           |             |                       |             |             |
| 7    | 47th Acropolis Rally (9-11 giugno) — Resoconto                                       | 1     | 5     | Colin McRae Nicky Grist            | Ford Martini (Ford Focus WRC 00)                        | 4h56'54"8 | 19          | 390,27 km             | 117         | 48          |
| 7    | 47th Acropolis Rally (9-11 giugno) — Resoconto                                       | 2     | 6     | Carlos Sainz Luis Moya             | Ford Martini (Ford Focus WRC 00)                        | +23"1     | 19          | 390,27 km             | 117         | 48          |
| 7    | 47th Acropolis Rally (9-11 giugno) — Resoconto                                       | 3     | 4     | Juha Kankkunen Juha Repo           | Subaru World Rally Team (Subaru Impreza WRC99)          | +6'38"3   | 19          | 390,27 km             | 117         | 48          |
|      |                                                                                      |       |       |                                    |                                                         |           |             |                       |             |             |
| 8    | 31th Propecia Rally of New Zealand (14-16 luglio) — Resoconto                        | 1     | 10    | Marcus Grönholm Timo Rautiainen    | Peugeot Esso (Peugeot 206 WRC)                          | 3h45'13"4 | 24          | 373,37 km             | 70          | 43          |
| 8    | 31th Propecia Rally of New Zealand (14-16 luglio) — Resoconto                        | 2     | 5     | Colin McRae Nicky Grist            | Ford Martini (Ford Focus WRC 00)                        | +14"5     | 24          | 373,37 km             | 70          | 43          |
| 8    | 31th Propecia Rally of New Zealand (14-16 luglio) — Resoconto                        | 3     | 6     | Carlos Sainz Luis Moya             | Ford Martini (Ford Focus WRC 00)                        | +1'18"4   | 24          | 373,37 km             | 70          | 43          |
|      |                                                                                      |       |       |                                    |                                                         |           |             |                       |             |             |
| 9    | 50th Neste Rally Finland (18-20 agosto) — Resoconto                                  | 1     | 10    | Marcus Grönholm Timo Rautiainen    | Peugeot Esso (Peugeot 206 WRC)                          | 3h22'37"1 | 23          | 410,18 km             | 122         | 55          |
| 9    | 50th Neste Rally Finland (18-20 agosto) — Resoconto                                  | 2     | 5     | Colin McRae Nicky Grist            | Ford Martini (Ford Focus WRC 00)                        | +1'06"4   | 23          | 410,18 km             | 122         | 55          |
| 9    | 50th Neste Rally Finland (18-20 agosto) — Resoconto                                  | 3     | 17    | Harri Rovanperä Risto Pietiläinen  | privato (Toyota Corolla WRC)                            | +1'09"6   | 23          | 410,18 km             | 122         | 55          |
|      |                                                                                      |       |       |                                    |                                                         |           |             |                       |             |             |
| 10   | 28th Cyprus Rally (8-10 settembre) — Resoconto                                       | 1     | 6     | Carlos Sainz Luis Moya             | Ford Martini (Ford Focus WRC 00)                        | 5h26'04"9 | 23          | 348,41 km             | 51          | 27          |
| 10   | 28th Cyprus Rally (8-10 settembre) — Resoconto                                       | 2     | 5     | Colin McRae Nicky Grist            | Ford Martini (Ford Focus WRC 00)                        | +37"3     | 23          | 348,41 km             | 51          | 27          |
| 10   | 28th Cyprus Rally (8-10 settembre) — Resoconto                                       | 3     | 9     | François Delecour Daniel Grataloup | Peugeot Esso (Peugeot 206 WRC)                          | +1'30"8   | 23          | 348,41 km             | 51          | 27          |
|      |                                                                                      |       |       |                                    |                                                         |           |             |                       |             |             |
| 11   | 44ème V-Rally Tour de Corse - Rallye de France (29 settembre-1º ottobre) — Resoconto | 1     | 10    | Gilles Panizzi Hervé Panizzi       | Peugeot Esso (Peugeot 206 WRC)                          | 4h02'14"2 | (18) 17     | (385,01 km) 368,87 km | 120         | 80          |
| 11   | 44ème V-Rally Tour de Corse - Rallye de France (29 settembre-1º ottobre) — Resoconto | 2     | 9     | François Delecour Daniel Grataloup | Peugeot Esso (Peugeot 206 WRC)                          | +33"5     | (18) 17     | (385,01 km) 368,87 km | 120         | 80          |
| 11   | 44ème V-Rally Tour de Corse - Rallye de France (29 settembre-1º ottobre) — Resoconto | 3     | 6     | Carlos Sainz Luis Moya             | Ford Martini (Ford Focus WRC 00)                        | +1'12"6   | (18) 17     | (385,01 km) 368,87 km | 120         | 80          |
|      |                                                                                      |       |       |                                    |                                                         |           |             |                       |             |             |
| 12   | 42º Rallye Sanremo - Rallye d'Italia (20-22 ottobre) — Resoconto                     | 1     | 10    | Gilles Panizzi Hervé Panizzi       | Peugeot Esso (Peugeot 206 WRC)                          | 3h52'07"3 | (17) 16     | (382,79 km) 344,98 km | 115         | 62          |
| 12   | 42º Rallye Sanremo - Rallye d'Italia (20-22 ottobre) — Resoconto                     | 2     | 9     | François Delecour Daniel Grataloup | Peugeot Esso (Peugeot 206 WRC)                          | +16"8     | (17) 16     | (382,79 km) 344,98 km | 115         | 62          |
| 12   | 42º Rallye Sanremo - Rallye d'Italia (20-22 ottobre) — Resoconto                     | 3     | 1     | Tommi Mäkinen Risto Mannisenmäki   | Marlboro Mitsubishi Ralliart (Mitsubishi Lancer Evo VI) | +53"0     | (17) 16     | (382,79 km) 344,98 km | 115         | 62          |
|      |                                                                                      |       |       |                                    |                                                         |           |             |                       |             |             |
| 13   | 13th Telstra Rally Australia (9-12 novembre) — Resoconto                             | 1     | 10    | Marcus Grönholm Timo Rautiainen    | Peugeot Esso (Peugeot 206 WRC)                          | 3h43'57"2 | 21          | 391,17 km             | 83          | 49          |
| 13   | 13th Telstra Rally Australia (9-12 novembre) — Resoconto                             | 2     | 3     | Richard Burns Robert Reid          | Subaru World Rally Team (Subaru Impreza WRC2000)        | +2"7      | 21          | 391,17 km             | 83          | 49          |
| 13   | 13th Telstra Rally Australia (9-12 novembre) — Resoconto                             | 3     | 9     | François Delecour Daniel Grataloup | Peugeot Esso (Peugeot 206 WRC)                          | +1'33"4   | 21          | 391,17 km             | 83          | 49          |
|      |                                                                                      |       |       |                                    |                                                         |           |             |                       |             |             |
| 14   | 56th Network Q Rally of Great Britain (23-26 novembre) — Resoconto                   | 1     | 3     | Richard Burns Robert Reid          | Subaru World Rally Team (Subaru Impreza WRC2000)        | 3h43'01"9 | 17          | 380,80 km             | 150         | 79          |
| 14   | 56th Network Q Rally of Great Britain (23-26 novembre) — Resoconto                   | 2     | 10    | Marcus Grönholm Timo Rautiainen    | Peugeot Esso (Peugeot 206 WRC)                          | +1'05"6   | 17          | 380,80 km             | 150         | 79          |
| 14   | 56th Network Q Rally of Great Britain (23-26 novembre) — Resoconto                   | 3     | 1     | Tommi Mäkinen Risto Mannisenmäki   | Marlboro Mitsubishi Ralliart (Mitsubishi Lancer Evo VI) | +1'15"0   | 17          | 380,80 km             | 150         | 79          |

## Classifiche

### Punteggio
Il punteggio, in vigore dal 1997, è rimasto inalterato rispetto alle precedenti stagioni. Non vennero più attribuiti punti ai primi 3 equipaggi e ai primi 3 costruttori classificati nella TV stage, format utilizzato in alcuni appuntamenti del 1999.
| Posizione | 1ª | 2ª | 3ª | 4ª | 5ª | 6ª |
| Punti     | 10 | 6  | 4  | 3  | 2  | 1  |

### Classifica piloti
| Pos. | Pilota             | MON | SVE | KEN | POR | SPA | ARG | GRE | NZE | FIN | CIP | FRA | ITA | AUS | GBR | Punti |
| ---- | ------------------ | --- | --- | --- | --- | --- | --- | --- | --- | --- | --- | --- | --- | --- | --- | ----- |
| 1    | Marcus Grönholm    | Rit | 1   | Rit | 2   | 5   | 2   | Rit | 1   | 1   | Rit | 5   | 4   | 1   | 2   | 65    |
| 2    | Richard Burns      | Rit | 5   | 1   | 1   | 2   | 1   | Rit | Rit | Rit | 4   | 4   | Rit | 2   | 1   | 60    |
| 3    | Carlos Sainz       | 2   | Rit | 4   | 3   | 3   | Rit | 2   | 3   | 14  | 1   | 3   | 5   | SQ  | 4   | 46    |
| 4    | Colin McRae        | Rit | 3   | Rit | Rit | 1   | Rit | 1   | 2   | 2   | 2   | Rit | 6   | Rit | Rit | 43    |
| 5    | Tommi Mäkinen      | 1   | 2   | Rit | Rit | 4   | 3   | Rit | Rit | 4   | 5   | Rit | 3   | ES  | 3   | 36    |
| 6    | François Delecour  | Rit | 7   |     | 5   | 7   | 13  | 9   | Rit | 6   | 3   | 2   | 2   | 3   | 6   | 24    |
| 7    | Gilles Panizzi     | Rit |     | Rit |     | 6   |     |     |     |     |     | 1   | 1   | Rit | 8   | 21    |
| 8    | Juha Kankkunen     | 3   | 6   | 2   | Rit | Rit | 4   | 3   | Rit | 8   | 7   |     |     | Rit | 5   | 20    |
| 9    | Harri Rovanperä    |     | 12  |     | 4   |     |     |     |     | 3   |     |     |     |     | 10  | 7     |
| 10   | Petter Solberg     |     |     | 5   | Rit |     | 6   | Rit | 4   | Rit |     | Rit | 9   | Rit | Rit | 6     |
| 11   | Kenneth Eriksson   |     | 13  |     | Rit | 23  | 8   | Rit | 5   | 15  |     | Rit | 45  | 4   | Rit | 5     |
| 12   | Didier Auriol      | Rit | 10  | 3   | 10  | 13  | Rit | Rit | Rit | 11  | Rit | 8   | 17  | 8   | 9   | 4     |
| 13   | Toni Gardemeister  | 4   | Rit | Rit | 9   | Rit | Rit | Rit | Rit | Rit | Rit | 11  | Rit | 6   | 12  | 4     |
| 14   | Toshihiro Arai     |     |     | 6   |     | 16  |     | 4   | Rit |     | 9   |     |     | 13  | Rit | 4     |
| 15   | Freddy Loix        | 6   | 8   | Rit | 6   | 8   | 5   | Rit | Rit | Rit | 8   | Rit | 8   | Rit | Rit | 4     |
| 16   | Thomas Rådström    |     | 4   |     | Rit |     |     |     |     |     |     |     |     |     |     | 3     |
| 17   | Armin Schwarz      | 7   |     | 7   | 8   | 11  |     | 5   |     |     | Rit |     | 12  |     | 13  | 2     |
| 18   | Bruno Thiry        | 5   |     |     |     |     |     |     |     |     |     |     |     |     |     | 2     |
| 18   | Sebastian Lindholm |     |     |     |     |     |     |     |     | 5   |     |     |     |     |     | 2     |
| 18   | Tapio Laukkanen    |     |     |     |     |     |     |     |     | Rit |     |     |     | 5   | Rit | 2     |
| 21   | Markko Märtin      |     | 9   |     | 7   | 10  |     | Rit |     | 10  | 6   |     | Rit | Rit | 7   | 1     |
| 22   | Possum Bourne      |     |     |     |     |     |     |     | 6   |     |     |     |     | 7   |     | 1     |
| 23   | Abdullah Bakhashab |     | 27  |     | Rit | 15  |     | 6   |     | 28  | Rit |     | 44  |     |     | 1     |
| 24   | Piero Liatti       |     |     |     |     |     |     |     |     |     |     | 6   | Rit |     |     | 1     |
| Pos. | Pilota             |     |     |     |     |     |     |     |     |     |     |     |     |     |     | Punti |

| Colore  | Risultato                |
| ------- | ------------------------ |
| Oro     | Vincitore                |
| Argento | 2º posto                 |
| Bronzo  | 3º posto                 |
| Verde   | Finito a punti           |
| Blu     | Finito senza punti       |
| Blu     | Non classificato (NC)    |
| Viola   | Ritirato (Rit)           |
| Nero    | Squalificato (SQ)        |
| Nero    | Escluso (ES)             |
| Bianco  | Non ha gareggiato        |
| Bianco  | Iscrizione ritirata (WD) |
| Bianco  | Non partito (NP)         |
| Bianco  | Gara cancellata (C)      |

### Classifica costruttori WRC
| Pos. | Costruttori                  | Nº vettura | MON | SVE | KEN | POR | SPA | ARG | GRE | NZE | FIN | CIP | FRA | ITA | AUS | GBR | Punti |
| ---- | ---------------------------- | ---------- | --- | --- | --- | --- | --- | --- | --- | --- | --- | --- | --- | --- | --- | --- | ----- |
| 1    | Peugeot Esso                 | 9          | Rit | 6   | Rit | 4   | 6   | 8   | 5   | Rit | 4   | 3   | 2   | 2   | 3   | 6   | 111   |
| 1    | Peugeot Esso                 | 10         | Rit | 1   | Rit | 2   | 5   | 2   | Rit | 1   | 1   | Rit | 1   | 1   | 1   | 2   | 111   |
| 2    | Ford Martini                 | 5          | Rit | 3   | Rit | Rit | 1   | Rit | 1   | 2   | 2   | 2   | Rit | 5   | Rit | Rit | 91    |
| 2    | Ford Martini                 | 6          | 2   | Rit | 4   | 3   | 3   | Rit | 2   | 3   | 8   | 1   | 3   | 4   | SQ  | 4   | 91    |
| 3    | Subaru World Rally Team      | 3          | Rit | 4   | 1   | 1   | 2   | 1   | Rit | Rit | Rit | 4   | 4   | Rit | 2   | 1   | 88    |
| 3    | Subaru World Rally Team      | 4          | 3   | 5   | 2   | Rit | Rit | 4   | 3   | Rit | 5   | 6   | 5   | 6   | Rit | 5   | 88    |
| 4    | Marlboro Mitsubishi Ralliart | 1          | 1   | 2   | Rit | Rit | 4   | 3   | Rit | Rit | 3   | 5   | Rit | 3   | ES  | 3   | 43    |
| 4    | Marlboro Mitsubishi Ralliart | 2          | 5   | 7   | Rit | 5   | 7   | 5   | Rit | Rit | Rit | 7   | Rit | 7   | Rit | Rit | 43    |
| 5    | SEAT Sport                   | 7          | Rit | 8   | 3   | 8   | 9   | Rit | Rit | Rit | 7   | Rit | 6   | 11  | 6   | 7   | 11    |
| 5    | SEAT Sport                   | 8          | 4   | Rit | Rit | 7   | Rit | Rit | Rit | Rit | Rit | Rit | 7   | Rit | 5   | 9   | 11    |
| 6    | Hyundai Castrol WRT          | 14         |     | 9   |     | Rit | 10  | 7   | Rit | 4   | 9   |     | Rit | 12  | 4   | Rit | 8     |
| 6    | Hyundai Castrol WRT          | 15         |     | 10  |     | Rit | Rit | 6   | Rit | Rit | 6   |     | 8   | 10  | Rit | 8   | 8     |
| 7    | Škoda World Rally Team       | 11         | 6   |     | 5   | 6   | 8   |     | 4   |     |     | Rit |     | 8   |     | 10  | 8     |
| 7    | Škoda World Rally Team       | 12         | 7   |     | 6   | 9   | Rit |     | Rit |     |     | Rit |     | 9   |     | 11  | 8     |

| Colore  | Risultato                |
| ------- | ------------------------ |
| Oro     | Vincitore                |
| Argento | 2º posto                 |
| Bronzo  | 3º posto                 |
| Verde   | Finito a punti           |
| Blu     | Finito senza punti       |
| Blu     | Non classificato (NC)    |
| Viola   | Ritirato (Rit)           |
| Nero    | Squalificato (SQ)        |
| Nero    | Escluso (ES)             |
| Bianco  | Non ha gareggiato        |
| Bianco  | Iscrizione ritirata (WD) |
| Bianco  | Non partito (NP)         |
| Bianco  | Gara cancellata (C)      |

### Campionato mondiale per vetture produzione (PWRC)
| Pos. | Pilota                | MON | SVE | KEN | POR | SPA | ARG | GRE | NZE | FIN | CIP | FRA | ITA | AUS | GBR | Punti |
| ---- | --------------------- | --- | --- | --- | --- | --- | --- | --- | --- | --- | --- | --- | --- | --- | --- | ----- |
| 1    | Manfred Stohl         | 1   | 4   | 3   | 2   | 3   | Rit | 3   | 1   | 3   | 4   | 1   | 4   | 3   | 1   | 75    |
| 2    | Gustavo Trelles       | 2   |     |     | Rit | 2   | 1   | 2   | 2   | Rit | 1   | 2   | 3   | 1   | 11  | 64    |
| 3    | Gabriel Pozzo         |     |     | Rit | Rit | 10  | 2   | 1   |     | Rit | 2   | 11  | Rit | 10  |     | 22    |
| 4    | Jani Paasonen         |     | 1   |     |     | 6   |     |     |     | 1   |     |     |     | Rit |     | 21    |
| 5    | Claudio Menzi         |     |     | 1   | Rit | 5   | Rit | Rit |     | Rit | 3   | 9   | Rit | 6   |     | 17    |
| 6    | Ramón Ferreyros       |     |     |     | 3   | Rit | 4   | 4   |     |     |     | 5   | 5   |     | 4   | 17    |
| 7    | Gianluigi Galli       | 3   | 8   |     | Rit |     |     |     |     | 9   |     | Rit | 1   |     |     | 14    |
| 8    | Miguel Campos         |     |     |     | 1   | 4   |     |     |     |     |     |     |     |     |     | 13    |
| 9    | Juuso Pykälistö       |     | 2   |     |     |     |     |     |     | 2   |     |     |     |     |     | 12    |
| 10   | Uwe Nittel            | Rit |     |     | Rit | 1   |     | Rit |     |     |     |     |     |     |     | 10    |
| 11   | Roberto Sanchez       |     |     | 2   | Rit | 9   | 3   |     |     |     |     |     |     |     |     | 10    |
| 12   | Kenneth Bäcklund      |     | 6   |     |     |     |     |     |     | Rit |     |     |     |     | 2   | 7     |
| 13   | Alessandro Fiorio     |     |     |     |     |     |     |     |     |     |     |     | 2   |     |     | 6     |
| 13   | Toshihiro Arai        |     |     |     |     |     |     |     |     |     |     |     |     | 2   |     | 6     |
| 15   | Reece Jones           |     |     |     |     |     |     |     | 3   |     |     | Rit |     | Rit | 8   | 4     |
| 16   | Stig-Olov Walfridsson |     | 3   |     |     |     |     |     |     |     |     |     |     |     |     | 4     |
| 16   | Jean-Marie Santoni    |     |     |     |     |     |     |     |     |     |     | 3   |     |     |     | 4     |
| 16   | Olli Harkki           |     |     |     |     |     |     |     |     |     |     |     |     |     | 3   | 4     |
| 19   | Olivier Gillet        | 4   |     |     |     |     |     |     |     |     |     |     |     |     |     | 3     |
| 19   | Saladin Mazlan        |     |     | 4   |     |     |     |     |     |     |     |     |     |     |     | 3     |
| 19   | Pedro Dias da Silva   |     |     |     | 4   |     |     |     |     |     |     |     |     |     |     | 3     |
| 19   | Chris West            |     |     |     |     |     |     |     | 4   |     |     |     |     |     |     | 3     |
| 19   | Juha Hellman          |     |     |     |     |     |     |     |     | 4   |     |     |     |     |     | 3     |
| 19   | Krisztián Hideg       |     |     |     |     |     |     |     |     |     |     | 4   |     |     |     | 3     |
| 19   | Ed Ordynski           |     |     |     |     |     |     |     |     |     |     |     |     | 4   |     | 3     |
| 26   | Bob Colsoul           | 12  | 15  |     | Rit | 12  |     | 5   |     |     | 6   | 13  |     | 13  | 16  | 3     |
| 27   | Gabriel Mendez        |     |     |     | Rit | 7   | Rit | Rit | 5   |     |     | 8   |     |     |     | 2     |
| 28   | Hannu Hotanen         |     | 12  |     |     |     |     |     |     | 5   |     |     |     |     |     | 2     |
| 29   | Andrea Maselli        | 5   |     |     |     |     |     |     |     |     |     |     |     |     |     | 2     |
| 29   | Mattias Ekström       |     | 5   |     |     |     |     |     |     |     |     |     |     |     |     | 2     |
| 29   | Phineas Kimathi       |     |     | 5   |     |     |     |     |     |     |     |     |     |     |     | 2     |
| 29   | Américo Antunes       |     |     |     | 5   |     |     |     |     |     |     |     |     |     |     | 2     |
| 29   | Oscar Chiaramello     |     |     |     |     |     | 5   |     |     |     |     |     |     |     |     | 2     |
| 29   | Andreas Peratikos     |     |     |     |     |     |     |     |     |     | 5   |     |     |     |     | 2     |
| 29   | Giovanni Manfrinato   |     |     |     | Rit |     |     |     |     |     |     |     |     | 5   |     | 2     |
| 29   | Gavin Cox             |     |     |     |     |     |     |     |     |     |     |     |     |     | 5   | 2     |
| 37   | Pernilla Walfridsson  |     | 7   |     |     | Rit |     |     |     | 6   |     |     |     |     | 14  | 1     |
| 38   | Pavlos Moschoutis     |     |     |     |     |     |     | 6   |     | 9   |     |     |     |     |     | 1     |
| 39   | Boris Popovič         | 6   |     |     |     |     |     |     |     |     |     |     |     |     |     | 1     |
| 39   | Shaheed Wissanji      |     |     | 6   |     |     |     |     |     |     |     |     |     |     |     | 1     |
| 39   | Vítor Pascoal         |     |     |     | 6   |     |     |     |     |     |     |     |     |     |     | 1     |
| 39   | Sebastián Beltrán     |     |     |     |     |     | 6   |     |     |     |     |     |     |     |     | 1     |
| 39   | Ross Meekings         |     |     |     |     |     |     |     | 6   |     |     |     |     |     |     | 1     |
| 39   | Philippe Rognoni      | Rit |     |     |     |     |     |     |     |     |     | 6   |     |     |     | 1     |
| 39   | Emanuele Dati         |     |     |     |     |     |     |     |     |     |     |     | 6   |     |     | 1     |
| 39   | Jeremy Easson         |     |     |     |     |     |     |     |     |     |     |     |     |     | 6   | 1     |
| Pos. | Pilota                |     |     |     |     |     |     |     |     |     |     |     |     |     |     | Punti |

| Colore  | Risultato                |
| ------- | ------------------------ |
| Oro     | Vincitore                |
| Argento | 2º posto                 |
| Bronzo  | 3º posto                 |
| Verde   | Finito a punti           |
| Blu     | Finito senza punti       |
| Blu     | Non classificato (NC)    |
| Viola   | Ritirato (Rit)           |
| Nero    | Squalificato (SQ)        |
| Nero    | Escluso (ES)             |
| Bianco  | Non ha gareggiato        |
| Bianco  | Iscrizione ritirata (WD) |
| Bianco  | Non partito (NP)         |
| Bianco  | Gara cancellata (C)      |